# Гудзенко, Виталий Иванович
Виталий Иванович Гудзе́нко (род. 15 июля 1971, Ивановка, Белоцерковский район, Киевская область) — украинский политик. Народный депутат Украины, член депутатской фракции «Блок Петра Порошенко» в Верховной Раде Украины VIII созыва, член Комитета Верховной Рады Украины по вопросам налоговой и таможенной политики, беспартийный.

## Биография
В 2008 году закончил Киевский национальный университет внутренних дел по специальности «Правоведение». В 2010 году закончил Белоцерковский национальный аграрный университет по специальности «Агрономия». В 2013 году — Национальную академию государственного управления при Президенте Украины по специальности «Государственное управление».
Свой трудовой путь Виталий Гудзенко начал в 1988 году — трактористом в Ивановском колхозе «Свитанок». С 1989 по 1991 год проходил срочную службу в рядах Советской Армии. За годы своей трудовой деятельности работал водителем реабилитационного коммерческого центра «Чернобыль» (1992—1993 г.), заместителем генерального директора корпорации «Рапид» (1993—1999), заместителем директора ООО «Копіленд» (1999—2002), заместителем директора ООО «Саби-Украина» (2002—2003 г.), президентом Благотворительного фонда «Развитие украинского футбола» (с мая по ноябрь 2003 г.), генеральным директором ООО «Торг-Импэкс» (2003—2005), частным предпринимателем (2004—2011 г.), председателем правления ООО ФК «Агро-Лидер-Украина» (2008 — апрель 2012 г., а потом с августа 2012 — ноябрь 2014). С апреля 2012 года начал работать заместителем председателя Киевской областной государственной администрации. Но, как человек, который был не согласен методами работы тогдашнего руководства страны и области в августе месяце 2012 года уволился с этой должности по собственному желанию.
С января 2010 года по март 2012 года — член партии «Сильная Украина». С июля 2010 года по март 2012 года председатель Киевской областной организации политической партии «Сильная Украина».
Принимал активное участие в местных выборах 2010 года. Возглавлял избирательную кампанию Киевской областной партийной организации «Сильная Украина». Показал себя отличным организатором. Под его руководством в органы местного самоуправления Киевской области прошли более 640 депутатов.
На выборах в Верховную раду Украины в 2012 году шел беспартийным самовыдвиженцем по 92-му одномандатному избирательному округу. Пройти в парламент ему не удалось.
На внеочередных выборах в Верховную раду в 2014 году Виталий Гудзенко был выдвинут кандидатом в народные депутаты Украины от партии «Блок Петра Порошенко» по 92-му одномандатному избирательному округу. Гудзенко одержал победу с результатом 27,03 %, получив 23 248 голосов избирателей в свою поддержку.
25 декабря 2018 года включён в санкционный список России.

## Награды
- Наградное оружие — пистолет «Форт-17-03» (15 июля 2015)[2].

## Личная жизнь
Отец В. Гудзенко, Иван Антонович всю жизнь проработал механизатором в колхозе «Свитанок» (с. Ивановка Белоцерковского района Киевской области).
Мать, Анна Трофимовна, сначала работала дояркой, а затем звеньевой в том же колхозе. Сейчас на пенсии.
Виталий Иванович Гудзенко был третьим ребёнком в семье. У него есть две старшие сестры: Валентина Ивановна и Мелания Ивановна.
В браке более 22 лет. Вместе с женой Татьяной воспитывает двух сыновей. Любит путешествовать. Является сторонником активного образа жизни.

## Видео
- Виталий Гудзенко защищает землю и людей (с. Розалиевка). 10.09.2014. ТК «Гранд»
- История успеха. Виталий Гудзенко. «Агро-Лидер-Украина». 05.09.2014. 5 канал
- История успеха. Виталий Гудзенко. 21.12.2012. 5 канал
- Тетиев. Выборы 2012. 92 округ. 16.10.2012. 5 канал